# Horia, Ialomița
Horia (în trecut, Vadu Pietros) este un sat în comuna Axintele din județul Ialomița, Muntenia, România.
La sfârșitul secolului al XIX-lea, satul Horia, denumit pe atunci Vadu Pietros, făcea parte din comuna Fundu-Crăsani din plasa Ialomița-Balta a județului Ialomița.
În 1925, Anuarul Socec consemnează satul Horia ca reședință a comunei, care a căpătat și ea numele Horia și care avea în compunere satele Cărăușii, Crăsanii de Sus, Horia și Sălcioara. În 1931, comuna Horia a rămas doar cu satul de reședință.
În 1950, comuna Horia a fost transferată raionului Lehliu din regiunea Ialomița și apoi (după 1952) din regiunea București. În 1968, la renunțarea la organizarea pe regiuni, ea a devenit parte a județului Ilfov, dar a fost imediat desființată și inclusă în comuna Axintele.